# Place Luís de Camões
La Place Luís de Camões (en portugais : Praça de Luís de Camões), familièrement Largo de Camões, est située à dans le quartier de Chiado, à Lisbonne.
Sa toponymie est due à la volonté d'installer une statue au poète d'Os Lusíadas, inaugurée le 9 octobre 1867, poussée par le désir d'exalter le patriotisme par la Commission centrale du 1er décembre 1640.
Ici se trouve le consulat général du Brésil dans la capitale portugaise et le ministère de l'Économie.

## Statue de Luís de Camões
La statue de Luís de Camões par le sculpteur Vítor Bastos a été inaugurée le 9 octobre 1867. La figure est en bronze et mesure 4 mètres de haut, reposant sur un piédestal octogonal entouré de huit statues : Fernão Lopes, Pedro Nunes, Gomes Eanes de Azurara, João de Barros, Fernão Lopes de Cantanhede, Vasco Mouzinho de Quevedo, Jerónimo Corte- Real et Francisco Sá de Menezes . Le monument de Camões est le plus ancien du genre à Lisbonne, étant plus moderne que la statue équestre du roi José I.
La place est un carrefour pour les services réguliers de la compagnie de transports publics Carris.